# Версхофен
Версхофен (нем. Wershofen) — община в Германии, в земле Рейнланд-Пфальц. 
Входит в состав района Арвайлер. Подчиняется управлению Аденау.  Население составляет 890 человек (на 31 декабря 2010 года). Занимает площадь 14,36 км².